# Auguste Barbet
 (novembre 2017).
Pour les articles homonymes, voir Famille Barbet de Jouy, Barbet et Jouy.
Louis Auguste Barbet, né à Déville-lès-Rouen le 25 juillet 1791 et mort à Paris 4e le 6 août 1872, est un industriel, financier et économiste français.

## Biographie
Issu d'une famille protestante du pays de Caux (Bolbec), Jacques-Juste Barbet de Jouy est le fils de Jacques Barbet, fondateur d'une manufacture d'indienne à Déville-lès-Rouen. Il est le frère d'Henry Barbet, pair de France et maire de Rouen, et de l’industriel Jacques-Juste Barbet de Jouy.
Marié à la demi-sœur d’Ernest Stanislas de Girardin, il sera le beau-père du baron Charles Huc et le père de l’ingénieur Louis-Alexandre Barbet (1850-1931).
Il reprend la direction de la manufacture familiale avec ses frères à la suite de leur père, sous le dénomination de « Barbet frères ».
Auguste Barbet est l’auteur de nombreux ouvrages consacrés à l'économie et à la politique en France.
Il est admis à la Société libre d'émulation de Rouen en 1830.
Grand ami d'Armand Carrel, il soutient la événements de 1830 et succède à son beau-père, le préfet Louis Stanislas de Girardin, à la tête du parti libéral, mais considéré comme "révolutionnaire", il sera écarté des postes de commande tout en continuant de tenir des réunions du parti à son domicile rouennais de la rue de Fontenelle. Conseiller général, il échoue à la députation en 1831 face à Eugène-Dominique Maille, dans le 2e collège de la Seine-Inférieure (Rouen).
Le décès prématuré de sa femme en 1832 le pousse à quitter la ville de Rouen, pour Montpellier, où il se remarie et est nommé receveur général des finances de 1832 à 1838.
Banquier à Paris, il prend part à la création du Comptoir d'escompte de Rouen en 1848.
Proche de Félicité de Lamennais, il est son exécuteur testamentaire.

## Distinctions
- Chevalier de la Légion d'honneur  (18 mai 1831)[2]

## Publications
- Décret. Projet développé. Banques municipo-gouvernementales, ou Crédit national - 1861
- Lamennais. Devoir et tombe, rectifications motivées adressées au journal "le Siècle", le 2 décembre 1855, par Auguste Barbet, exécuteur testamentaire de Lamennais - 1856
- Questions financières. Budgets depuis 1848 résumés dans le budget de 1857, lettre à M. Fould, ministre des finances - 1851
- Le Dogme, ou la Loi au dix-neuvième siècle - 1849
- ‘’Projet de constitution du crédit social, par Lamennais et Auguste Barbet - 1848
- Au peuple. État de l'économie politique et sociale de la France - 1848
- Le Coup de sabre, ou l'Empire de Satan - 1848
- Du Sang ! Pourquoi du sang ? - 1848
- Causes et effets. IIe partie. Aperçus sur le droit de propriété et le fermage, les chemins de fer, la barrière politique-douanière, Bowring et Cobden ou le libre-échange, etc. et l'organisation des banques communales gouvernementales - 1847
- Du peuple de Moi͏̈se à Louis-Philippe, ou, Causes et effets - 1847, 2005
- Mystères de l'homme et de sa responsabilité, ou de la Nécessité du prêt par l'État, 3e force gouvernementale prenant sa base d'action sur les masses dans l'organisation du travail - 1846
- Système social et responsabilité de l'homme, ou, De la nécessité du prêt par l'état : troisième force gouvernementale prenant sa base d'action sur les masses dans l'organisation du travail - 1846, 2005
- Réforme politique, ou Organisation d'une nouvelle force unitaire et gouvernementale - 1840
- Mélanges d'économie sociale - 1832, 2005
- Essai sur la régénération morale des prisonniers - 1831
- Rapport de M. Auguste Barbet sur la question de la mendicité  - 1830
- Discours prononcé par M. Auguste Barbet pour sa réception à la Société libre d'émulation de Rouen, le 3 novembre 1830 - 1830

### Sources
- Dictionnaire universel des contemporains, par Gustave Vapereau / Hachette , 1870
- Notice sur les trois frères Barbet (Barbet de Jouy, Henry et Aug. Barbet) et sur leurs ancêtres protestants / Louis-Alexandre Barbet / Paris : Impr. de P. Renouard , 1919